# La croce e la spada
La croce e la spada è un romanzo di David Camus del 2008.

## Trama
Il romanzo, ambientato nel XII secolo, narra la storia di Morgenne a partire dalla sua dolorosa nascita e dall'evento che segna per sempre la sua vita fin dall'infanzia: l'uccisione della sua famiglia da parte di un gruppo di cinque cavalieri.
Alcuni anni dopo, Morgenne incontra uno dei trovieri più famosi dell'epoca: Chrétien de Troyes. Grazie a lui Morgenne riceve un'istruzione e, dopo essere stati costretti a fuggire da una gara di trovieri, i due si uniscono alla Compagnia del Drago Bianco. Insieme ai nuovi compagni, Chrétien e Morgenne giungono in Terrasanta, dove il ragazzo continua a perseguire il suo scopo: essere ordinato cavaliere templare e trovare gli assassini della sua famiglia.